# Tipula (Arctotipula) rubicunda
Tipula (Arctotipula) rubicunda is een tweevleugelige uit de familie langpootmuggen (Tipulidae). De soort komt voor in het Palearctisch gebied.